# Klimapolitik der Europäischen Union

Historische Entwicklung der CO₂-Emissionen in der EU-27

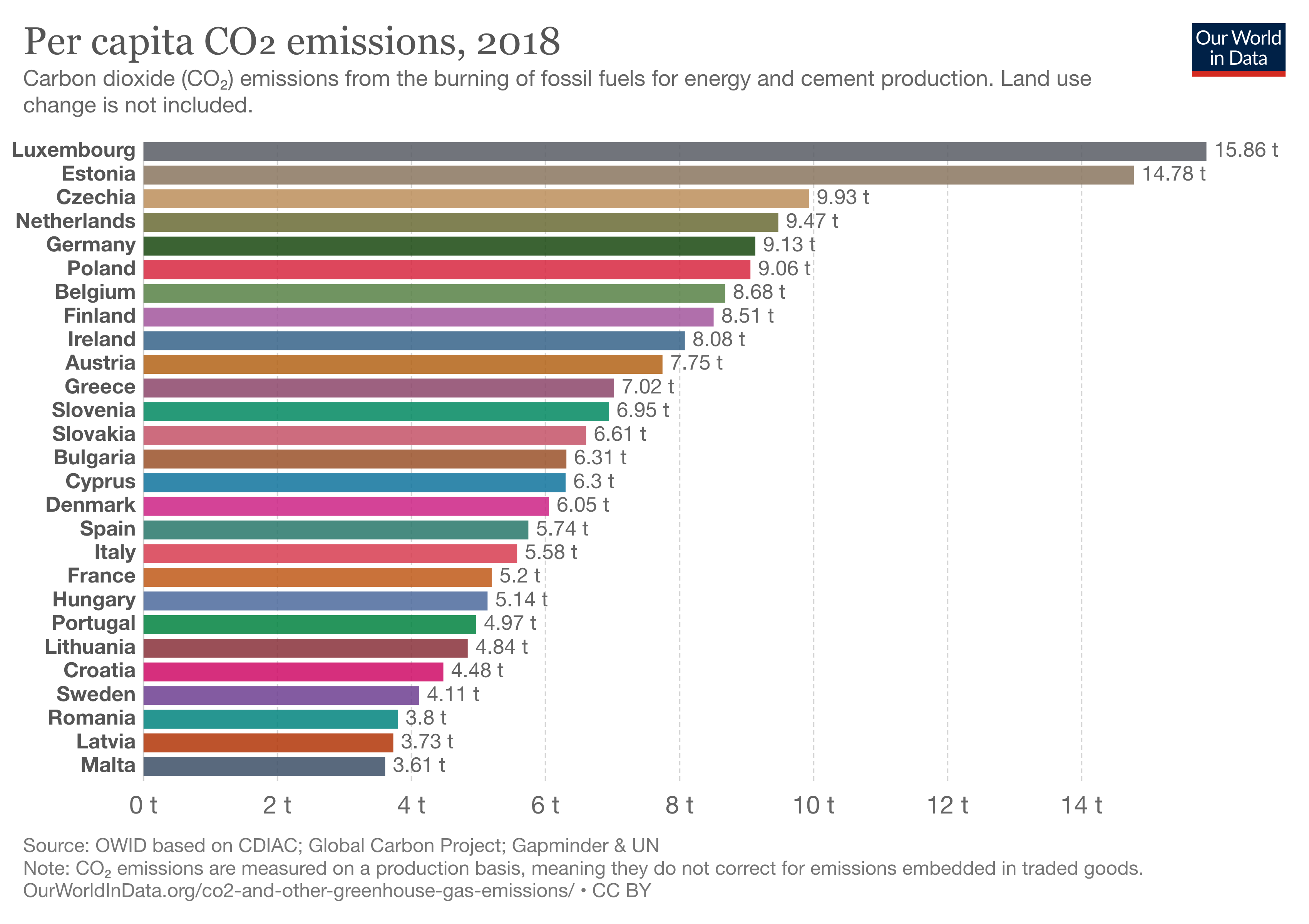
CO_{2}-Emissionen pro Kopf in der Europäischen Union.

Die Klimapolitik der Europäischen Union ist ein europäisches Politikfeld, das auf die Begrenzung der globalen Erwärmung auf 2 Grad Celsius gegenüber dem vorindustriellen Niveau sowie die Transformation der europäischen Volkswirtschaften zu einer low carbon economy zielt.

## Ziele
Die Europäische Union (EU) hat sich in ihrem Primärrecht „die Bekämpfung des Klimawandels“ als Ziel gegeben (Art. 191 AEUV). Das Europäische Klimagesetz bildet seit 2021 den Rahmen für die Klimapolitik der EU und enthält als wesentliche Elemente ihre konkretisierten Klimaziele. Es schreibt u. a. die Minderung der Netto-Treibhausgasemissionen bis 2030 um 55 % gegenüber 1990 fest. Zu diesem Ziel haben sich die EU und ihre Mitgliedstaaten auch in ihren national festgelegten Klimaschutzbeiträgen zum Übereinkommen von Paris verpflichtet. Im Klimagesetz hat sich die EU ferner das Ziel gegeben, bis 2050 Treibhausgasneutralität zu erreichen. Für die Zeit danach strebt die EU negative Emissionen an.
Auf Unionsebene begann die Entwicklung einer europäischen Klimapolitik in den 1990er Jahren. Seitdem hat sie sich zu einem der dynamischsten Politikfelder der EU entwickelt. Organisatorisch war sie lange Zeit in der Generaldirektion Umwelt angesiedelt. In der Kommission Barroso II wurde erstmals das Amt eines Kommissars für Klimaschutz geschaffen, das nun unabhängig vom Umweltkommissar besteht.
Mit ihrer Klimapolitik strebt die EU zum einen an, den eigenen Ausstoß von Treibhausgasen zu vermindern (Mitigation), etwa durch das seit 2005 bestehende Emissionshandelssystem. Da eine Begrenzung des anthropogenen Klimawandels letztlich jedoch nur auf globaler Ebene zu erreichen ist, engagiert sich die EU zum anderen aber auch aktiv in den Verhandlungen im Rahmen der UN-Klimarahmenkonvention. Die EU-Klimapolitik verfolgt daneben auch das Ziel einer Begrenzung der Auswirkungen des Klimawandels (Adaptation), etwa durch Katastrophenschutzmaßnahmen in Europa oder durch die Konfliktprävention in Entwicklungsländern.

## Rechtsgrundlagen
Die EU-Klimapolitik nahm ihren Anfang als Teil der EU-Umweltpolitik. Damit hatte sie ihre primärrechtliche Grundlage in der Einheitlichen Europäischen Akte, die 1987 in Kraft trat und den Vertrag über die Arbeitsweise der Europäischen Union (AEUV, damals EWG-Vertrag genannt) um Bestimmungen zur Umwelt ergänzte, ohne ausdrücklich das Klima zu nennen. Seit 2009 ist der Umweltschutz auch als Ziel im EU-Vertrag enthalten, er verpflichtet die Europäische Union zu einer nachhaltigen Entwicklung und fordert, auf Umweltschutz und Verbesserung der Umweltqualität hinzuwirken.
Mit dem Vertrag von Lissabon im Jahr 2009 wurde im Kontext des Umweltschutzes auch die Klimapolitik als Ziel der „Förderung von Maßnahmen auf internationaler Ebene […] insbesondere zur Bekämpfung des Klimawandels“ in den Art. 191 AEUV und damit auch ausdrücklich in das Primärrecht aufgenommen. Daneben sind die ebenfalls mit dem Vertrag von Lissabon in den AEUV aufgenommenen energiepolitischen Zielsetzungen – darunter die Förderung von Energieeffizienz, von Energieeinsparungen und die Entwicklung neuer und erneuerbarer Energiequellen – eine wichtige zusätzliche Legitimation für klimapolitische Maßnahmen der EU.
Entscheidungen über energiepolitische Maßnahmen werden innerhalb der EU grundsätzlich auf Vorschlag der Kommission vom Rat und Parlament im ordentlichen Gesetzgebungsverfahren nach Art. 294 getroffen. Bei Maßnahmen, die stark in den Energiemix sowie die Energieversorgungsstruktur der Mitgliedstaaten eingreifen, entscheidet der Rat nach AEUV Art. 194, Abs. 2 jedoch einstimmig, das Europäische Parlament wird in diesen Fällen nur konsultiert. Gleiches gilt bei Eingriffen in die Bodennutzung.

## Treibhausgasemissionen in der EU
Die EU veröffentlicht als Mitglied der Klimarahmenkonvention jährlich Daten zu Treibhausgasemissionen der EU-Staaten seit 1990. Die Treibhausgasemissionen der EU-28 sind seit 1990 von 5,7 auf 4,3 Mrd. Tonnen CO2-Äquivalent gesunken. Die Emissionen stammten in erster Linie aus der Energiegewinnung (56,8 %), gefolgt von Verkehr (20,8 %), Landwirtschaft (10,2 %), Industrie (8,7 %) und Müllwirtschaft (3,4 %). Landnutzung, Landnutzungsänderungen und Forstwirtschaft speicherten 7,1 % der Gesamtemissionen. CO2 hatte mit 81 % den größten Anteil an den Emissionen, Methan 10,6 %, Lachgas 5,6 % und fluorierte Treibhausgase 2,8 %. In der EU-27 von 2020 entfiel auf Deutschland erneut der größte Anteil der EU-Emissionen, gefolgt nunmehr von Frankreich, Polen, Italien und Spanien. Pro-Kopf waren die Emissionen 2020 am höchsten in Luxemburg, Irland und Tschechien, und am geringsten in Schweden, Rumänien und Malta.

## Aktionsfelder
Ihren Ausgangspunkt nimmt die EU-Klimapolitik im Europäischen Programm für den Klimaschutz (ECCP) des Jahres 2000, mit dem die Umsetzung der im Rahmen des Kyoto-Protokolls eingegangenen Verpflichtungen geregelt wurde. Seither hat sich die EU-Klimapolitik immer weiter ausdifferenziert, die Zahl der klimapolitischen Aktionsfelder wurde stetig ausgeweitet. Einen besonderen Schub erhielt die EU-Klimapolitik mit der erstmaligen Verabschiedung einer europäischen Energiestrategie im Januar bzw. März 2007. In diesem Rahmen wurde festgelegt, dass die EU bis 2020 eine Verringerung ihres Treibhausgasausstoßes um 20 % (gegenüber dem Basisjahr 1990) erreichen will. 2011 hat die EU das 20-%-Ziel auch auf UN-Ebene festschreiben lassen, im Rahmen des Kyoto-II-Abkommens.
Die wichtigsten Aktionsfelder der EU-Klimapolitik sind:
- Emissionsrechtehandel (EU-ETS)
- Treibhausgasreduktionen jenseits des Emissionshandelssektors
- Engagement in den internationalen Klimaverhandlungen
- Anpassung an den Klimawandel in der EU
- Klimaschutz als präventive Sicherheitspolitik
- Regulierung des CO2-Ausstoßes von PKW und leichten Nutzfahrzeugen
- Förderung der Abscheidung und Speicherung von CO2
- Steigerung der Energieeffizienz und Förderung der Energieträger aus erneuerbaren Quellen

Die Europäische Union als Ganzes ist, wie auch alle ihre Mitgliedstaaten, Vertragspartei des 1992 verabschiedeten Rahmenübereinkommens der Vereinten Nationen über Klimaänderungen wie auch des Kyoto-Protokolls (1997) und des Übereinkommens von Paris (2015). In der internationalen Klimapolitik, die in diese multilateralen Abkommen mündete, hat die EU eine führende Rolle eingenommen. Indem der Klimaschutz innerhalb der EU seit den 2000er Jahren immer ambitionierter geworden ist und führend in der Einführung von Instrumenten wie dem Emissionshandel war, gilt er als international beispielgebend. Auch die EU-Klimadiplomatie hat seitdem an Format gewonnen.

## Klima- und Energiepaket 2020
Das Klima- und Energiepaket 2020 wurde 2007 beschlossen und Rechtsvorschriften 2009 erlassen. Seine drei wichtigsten Ziele, auch als „20-20-20-Ziele“ bekannt, sind:
- Senkung der Treibhausgasemissionen um 20 % (gegenüber dem Stand von 1990)
- 20 % der Energie in der EU aus erneuerbaren Quellen
- Verbesserung der Energieeffizienz um 20 %

Das wichtigste Instrument zur Senkung der Emissionen ist das EU-Emissionshandelssystem (EHS), das rund 45 % der Treibhausgasemissionen (Großkraftwerke und große Industrieanlagen, Luftverkehr) in der EU abdeckt. 2020 sollen die betreffenden Branchen im Vergleich zu 2005 21 % weniger Emissionen verursachen. Darüber gelten nationale Emissionsminderungsziele für die restlichen 55 % der Emissionen (Wohnungsbau, Landwirtschaft, Abfallwirtschaft, Verkehr mit Ausnahme Luftverkehr). Im Rahmen der Lastenteilungsentscheidung liegen die Ziele einzelner Mitgliedsstaaten zwischen −20 % (ärmste Länder) und +20 % (reichste Länder). Die von nationalen Emissionsminderungszielen abgedeckten Sektoren sollen ihre Emissionen im Vergleich zu 2005 um insgesamt 10 % senken. Dieses Ziel ist geringer als das für die vom EHS abgedeckten Sektoren, da Emissionsminderungen in den EHS-Sektoren zu geringeren Kosten erreicht werden können.
Zur Steigerung des Anteils der Energie aus erneuerbaren Quellen haben die EU-Länder verbindliche nationale Ziele im Rahmen der Erneuerbare-Energien-Richtlinie festgelegt. Auch diese Ziele variieren je nach Ausgangslage und Fähigkeit der Länder, die Energieproduktion aus erneuerbaren Quellen zu erhöhen, von 10 % in Malta bis zu 49 % in Schweden.
Daneben unterstützt die EU die Entwicklung CO2-armer Technologien im Rahmen von Finanzierungsinstrumenten wie dem NER-300-Programm (2012–2021) mit 2 Mrd. Euro Fördervolumen für Projekte zum Carbon Capture and Storage (CCS) und erneuerbare Energien. Jedoch kam es im Rahmen des NER-300 nicht zur Realisierung risikoreicher CCS-Projekten. Das NER-300-Programm wird abgelöst durch den Innovation Fund (IF) (2020–2030) mit 10 Mrd. Fördervolumen für Projekte in den Bereichen CCS, erneuerbare Energien, Energiespeicher und emissionsintensive Industrien. Das Programm Horizont 2020 dient der Forschungsförderung. Maßnahmen zur Erhöhung der Energieeffizienz sind der Energieeffizienzplan und die Energieeffizienzrichtlinie.
Die Fortschritte bei der Verringerung der Treibhausgasemissionen in der EU waren in den letzten Jahren recht konstant, sodass das Ziel für 2020 die Emissionen um 20 % unter das Niveau von 1990 zu senken erreicht werden konnte. Die Covid-19-Pandemie hatte große Auswirkungen auf das Erreichen der Ziele für 2020. Obwohl die Daten noch nicht abschließend ausgewertet wurden, gibt es deutliche Anzeichen dafür, dass der wirtschaftliche Abschwung durch die Pandemie im Jahr 2020 die Emissionen in der EU stark reduziert hat. Eine Fortsetzung des durchschnittlichen Tempos des Emissionsrückgangs zwischen 1990 und 2018, würde die Emissionen jedoch nicht ausreichend reduzieren, um das für 2030 angestrebte Ziel einer Reduktion von mindestens 40 % zu erreichen.

## Fahrplan 2050
Im März 2011 veröffentlichte die Europäische Kommission den „Fahrplan für den Übergang zu einer wettbewerbsfähigen CO2-armen Wirtschaft bis 2050“. Demnach soll die EU ihre Treibhausgasemissionen bis 2050 um 80 % gegenüber dem Stand von 1990 senken. Als Etappenziele wurden Verringerungen um 40 % bis 2030 und um 60 % bis 2040 genannt. Laut Kommission müssen alle Wirtschaftszweige im Rahmen ihres technologischen und wirtschaftlichen Potenzials zum Übergang zu einer CO2-armen Wirtschaft beitragen. Im Energiesektor gebe es das größte Reduktionspotenzial. Die fossilen Brennstoffe im Verkehrsbereich und im Wärmesektor könnten teilweise durch Strom ersetzt werden. Der Strom solle aus erneuerbaren Quellen wie Wind, Sonne, Wasser und Biomasse oder anderen emissionsarmen Quellen wie Atomkraftwerken oder fossilen Kraftwerken mit Technologien zur Abscheidung und Lagerung von Kohlendioxid stammen. Im Verkehrsbereich könnten die Emissionen laut Kommission um mehr als 60 % gegenüber dem Stand von 1990 gesenkt werden (kurzfristig durch eine Verbesserung der Kraftstoffeffizienz, mittel- bis langfristig durch Plug-in-Hybrid- und Elektrofahrzeuge). Im Luft- und Straßengüterverkehr (der sich nicht vollständig auf Strom umstellen lasse) sollten verstärkt Biokraftstoffe eingesetzt werden. Die Emissionen von Privat- und Bürogebäuden ließen sich bis 2050 um rund 90 % senken (Passivhaus-Technologie bei Neubauten, zielgerichtete Renovierung von Altbauten, Ersetzung fossiler Brennstoffe für Heizung, Kühlung und Kochen durch Strom und erneuerbare Energieträger). In der Industrie könnten die Emissionen laut Kommission bis 2050 um mehr als 80 % gesenkt werden, vor allem durch neue Technologien und schrittweiser Senkung der Energieintensität, sowie nach 2035 durch Technologien zur Abscheidung und Lagerung von Kohlendioxid in bestimmten Industriezweigen (Stahl, Zement). Mit der wachsenden weltweiten Nachfrage nach Nahrungsmitteln werde der Anteil der Landwirtschaft an den Gesamtemissionen der EU bis 2050 auf rund ein Drittel ansteigen. Allerdings seien auch hier Emissionssenkungen möglich, vor müsse die Landwirtschaft die durch Dünger, Stallmist und Viehhaltung verursachten Emissionen senken (auch durch fleischärmere Ernährung) und könne außerdem einen Beitrag zur Lagerung von CO2 in Böden und Wäldern leisten. Die Kommission bezeichnet den Fahrplan als machbar und bezahlbar. Für diesen Übergang seien über die nächsten vier Jahrzehnte 270 Milliarden Euro (oder im Durchschnitt 1,5 % des BIP jährlich) an zusätzlichen Investitionen erforderlich.
Die EU-Emissionen sanken zwischen 1990 und 2014 um durchschnittlich 1 % pro Jahr (siehe Grafik). Damit die im Fahrplan gesteckten Ziele erreicht werden, muss die durchschnittliche jährliche Senkung der Emissionen mindestens 1,4 % zwischen 2015 und 2030 und 3,3 % zwischen 2030 und 2050 betragen.
Im Dezember 2020 hat sich der Europäische Rat für ein Etappenziel 2030 auf mindestens 55 % Reduktion ausgesprochen.

## Rahmen für die Klima- und Energiepolitik bis 2030
Der Rahmen für die Klima- und Energiepolitik bis 2030 wurde im Oktober 2014 beschlossen. Im April 2021 wurde das Ziel der Senkung der Treibhausgasemissionen verschärft. Er enthält drei Hauptziele bis 2030:
- Senkung der Treibhausgasemissionen um mindestens 55 % (gegenüber dem Stand von 1990)[35]
- Erhöhung des Anteils erneuerbarer Energiequellen auf mindestens 27 %
- Steigerung der Energieeffizienz um mindestens 27 %

Zur Erreichung des Emissionsziels müssten die unter das EHS fallenden Wirtschaftszweige ihre Emissionen um 43 % und nicht unter das EHS fallende Wirtschaftszweige ihre Emissionen um 30 % (0 % bis −40 % je nach Land) gegenüber dem Stand von 2005 senken.

### Lastenverteilungsverfahren für Sektoren außerhalb des EHS
In einem Lastenteilungsverfahren legt die Europäische Union für die Mitgliedstaaten verbindliche nationale Emissionshöchstmengen pro Jahr fest. Diese Emissionsgrenzen gelten für alle Wirtschaftssektoren, die nicht unter den EU-Emissionshandel fallen (Verkehr, Gebäude, Landwirtschaft, Abfälle). Die Lastenverteilung wurde auf Basis der relativen Pro-Kopf-BIP entworfen. Die Mitgliedstaaten erhalten jährliche Emissionszuweisungen (englisch annual emission allocations, AEAs). In gewissen Grenzen können die Staaten Emissionzuweisungen aus Folgejahren vorziehen, in Folgejahre verschieben oder untereinander handeln. Mit welchen klimapolitischen Maßnahmen die Staaten Emissionen verringern, ist ihnen, Stand 2022, weitgehend selbst überlassen.
Bis einschließlich 2020 war die Entscheidung Nr. 2009/406/EG (Lastenteilungsentscheidung) der rechtliche Rahmen für das Verfahren, für den Zeitraum 2021–2030 ist es die Verordnung (EU) 2018/842 (Lastenteilungsverordnung).

### Vorschlag für die Einbeziehung der Landnutzung
Die Europäische Kommission veröffentlichte im Juli 2016 den Vorschlag, gemäß dem jeder Mitgliedstaat sicherstellen muss, dass die verbuchten CO2-Emissionen aus der Landnutzung durch Maßnahmen im selben Sektor vollständig ausgeglichen werden, indem eine entsprechende Menge CO2 aus der Luft entfernt wird (Verbot der Minusbilanz). Der Vorschlag enthält Flexibilitätsmöglichkeiten, mit denen Zuteilungen aus der Lastenteilungsverordnung in Anspruch genommen werden können, um Verpflichtungen ohne Minusbilanz zu erfüllen. Die Mitgliedstaaten können einen Nettoabbau auch von anderen Mitgliedstaaten kaufen oder ihren Abbau verkaufen. In begrenztem Ausmaß ist auch die Anrechnung von Gutschriften (Positivbilanz) für nationale Zielvorgaben gemäß der Lastenteilungsverordnung vorgesehen.

### Kritik
Der Europäische Rechnungshof kritisierte die bisherige Umsetzung der EU-Klimaziele bis 2030, die ohne verstärktes Engagement nicht erreichbar seien. Fehlende Transparenz mache es schwer, einen Überblick über die Leistungen der EU-Mitgliedsstaaten zu erhalten. Insbesondere Staaten wie Deutschland, Irland und Malta seien ihren Klimaschutzzielen bis 2020 nicht nachgekommen. Zudem sei es bis Mitte 2023 nicht gelungen, privates Kapital zu deren Umsetzung zu mobilisieren.
Im Jahr 2018 wurde eine als People’s Climate Case bekannt gewordene Klage gegen das Europäische Parlament und den Rat der Europäischen Union eingereicht. Darin forderten die Kläger strengere Klimaziele und deren Umsetzung durch die EU. Die Klage wurde abgewiesen, da das Gericht der Europäischen Union eine exklusive Betroffenheit nicht anerkannte.

## European Green Deal
Am 28. November 2018 veröffentlichte die Europäische Kommission eine Strategie, damit Europa als erste Volkswirtschaft der Welt bis 2050 klimaneutral wird. Die Kommission spricht sich für eine vollständige Dekarbonisierung aus. Die EU will künftig 25 % ihres Budgets für Klimaschutzmaßnahmen zur Verfügung stellen. Die Kommission schätzt den Bedarf an zusätzlichen Investitionen auf 175 bis 290 Milliarden Euro jährlich. Durch die sinkende Abhängigkeit von importiertem Öl oder Gas könnte die EU aber zugleich viel Geld einsparen: Derzeit zahlen die Europäer laut Kommission 266 Milliarden Euro pro Jahr an ihre Energielieferanten, rund 70 Prozent davon könnten eingespart werden. Überdies könnten die Kosten der durch Luftverschmutzung verursachten Gesundheitsschäden um mehr als 200 Milliarden Euro pro Jahr gesenkt werden.
Auf dem EU-Gipfel vom Juni 2019 wurde keine Einigung für eine Verpflichtung zur Klimaneutralität bis 2050 erreicht, da sich vor allem Polen, aber auch Ungarn, Tschechien und Estland dagegen stellten.
Am 11. Dezember 2019 wurde mit dem European Green Deal (Europäischer Grüner Deal) von der Europäischen Kommission unter Ursula von der Leyen Konzept vorgestellt mit dem Ziel, bis 2050 in der Europäischen Union die Netto-Emissionen von Treibhausgasen auf null zu reduzieren und somit als erster Kontinent klimaneutral zu werden. Im Dezember 2020 verkündete der Europäische Rat, dass die EU ihre CO2-Emissionen bis 2030 um mindestens 55 Prozent gegenüber 1990 reduzieren möchte. Das EU-Parlament hat sich für ein Ziel von 60 Prozent ausgesprochen. Schließlich einigte man sich im April 2021 auf das Ziel von 55 Prozent.
Seit Juli 2021 bildet Verordnung (EU) 2021/1119 (Europäisches Klimagesetz) zusammen mit Verordnung (EU) 2018/1999 (Governance-Verordnung) den langfristigen Rechtsrahmen zu Erreichung der Klimaneutralität und zu Anpassung an die globale Erwärmung. Das Klimagesetz macht das Ziel der Klimaneutralität bis 2050 rechtlich verbindlich und legt ein Zwischenziel bis 2030 fest. Im Rahmen des Fit for 55-Paket wird die Klimagesetzgebung der Union an die neuen Klimaziele angepasst.

## EU-weiter Gedenktag für die Opfer der globalen Klimakrise
Seit dem Jahr 2023 wird in der Europäischen Union mit dem Gedenktag für die Opfer der globalen Klimakrise am 15. Juli an die Toten und die Betroffenen von Klimakatastrophen erinnert. Anlass war das Hochwasser am 14. und 15. Juli 2021, bei dem vor allem in Deutschland und Belgien viele Menschen starben.